# Rofa AG
Die Rofa Industrial Automation AG ist ein Hersteller von Automatisierungstechnik, Fördertechnik, Intralogistik und Sondermaschinenbau. Das Unternehmen wurde 1967 gegründet und ist seit 1993 eine private Aktiengesellschaft. Der Unternehmenssitz ist in Kolbermoor. Heute ist das Unternehmen an 14 Standorten vertreten und beschäftigt weltweit mehr als 1100 Mitarbeiter.

## Tätigkeitsfelder
Das Unternehmen hat vier Tätigkeitsfelder, Automatisierungstechnik, Fördertechnik, Intralogistik und Sondermaschinenbau.
Entwickelt und produziert werden u. a. Hängefördertechnik, Bodenfördertechnik, Skid-/Behälter-Fördertechnik, Rollenbahntechnik, Fahrerlose Transportsysteme, Schubanlagen sowie Sondertechnik für den Transport von schweren Lasten > 5 t, Aggregatemontage. Ferner Applikationstechnik, Lagertechnik, Regalbediengeräte, Materialfluß-Datentechnik und Nachschubkontrollsysteme. Dieses Produkt- und Leistungsspektrum ermöglicht Anlagen für Fertigung, Montage und Distribution.

## Historie
1967 wurde die Rosenheimer Förderanlagen GmbH durch Georg Uttscheid und Reiner Schramm gegründet. Bereits Anfang der 1970er Jahre entwickelte Rofa Elektrohängebahnsysteme und gehört somit zu den Pionieren von Elektrohängebahnsystemen. Nachdem die Automation in den modernen Fabrikationsanlagen der Industrie eine immer größere Rolle spielte, entwickelte Rofa die ersten fahrerlosen Transportsysteme (FTS). Mitte der 1980er Jahre wurde die erste FTS-Anlage ausgeliefert und in Betrieb genommen. Innerhalb von zwei Jahrzehnten entwickelte sich aus Rofa ein international tätiges, mittelständisches Unternehmen, das 1990 mit 100 Mitarbeitern einen Umsatz von 40 Mio. DM erwirtschaftete. Im selben Jahr wurde die Niederlassung Rofa Müvek Kft. in Ungarn gegründet. 
Nach dem Ausscheiden 1993 von Georg Uttscheid wurde das Unternehmen von Hartmut Uttscheid und Wolfgang Kozsar übernommen. Nach einer Neustrukturierung erweiterte man die Produktpalette im Bereich Bodenfördertechnik und baute die Marktpräsenz bis zum Jahr 2000, mit Niederlassungen in Brasilien und Kooperationen in Nordamerika und Korea, weiter aus. Der Einstieg der UnternehmerAG und das Ausscheiden von Hartmut Uttscheid im Jahr 2000 läutete einen weiteren Schritt in der Unternehmensgeschichte ein. So wurde ein neuer Standort in Kolbermoor bezogen und das Konstruktionsbüro Rofa Nowa Tervezö Kft. in Ungarn eröffnet. In den nächsten Jahren wurden Niederlassungen in Hamm (Deutschland), Südkorea, Spanien und in den USA gegründet. 2005 folgte China sowie der Bau neuer Hallen und Bürogebäude am Standort Kolbermoor. 
2006 wurde das Produktspektrum erweitert und mit dem Erwerb der BSS Bohnenberg GmbH ein Spezialist für den Bereich Intralogistik in die Unternehmensgruppe geholt. Um auch den Bereich der Automatisierung und Fördertechnik zu stärken, kamen die Standorte Rofa-Lehmer in Bodenwöhr und Filderstadt, ein weiteres Unternehmen in den USA, eine Niederlassung in Brasilien und der Erwerb der Fördertechniksparte der insolventen Moll GmbH, die heutige Moll Automatisierung GmbH, hinzu. In den nächsten Jahren folgten Niederlassungen in Polen, Rumänien und ein Büro in Wolfsburg (Deutschland). 2012 wurden von Rofa 12 Tochterunternehmen betreut und entwickelt – ein Stammhauskonzern mit über 800 Mitarbeitern. Um dieser Entwicklung gerecht zu werden und die organisatorischen Strukturen zu vereinfachen, entschied man sich für eine Verschmelzung von AG und GmbH sowie einen Formwechsel, aus der die Rofa Industrial Automation AG mit den heutigen Vorständen Andreas Bauer, Rainer Lange und Martin Gräb hervorging. 
Mit dem Erwerb der Dynamic Logistic Systems B.V. in den Niederlanden 2013 und der MLR System GmbH 2015 wurde die Intralogistiksparte gestärkt und das Produktportfolio erweitert.

## Standorte
Das Unternehmen unterhält, neben der Hauptverwaltung in Kolbermoor, Niederlassungen in Bodenwöhr, Filderstadt, Leiblfing, Ludwigsburg  und Solingen-Ohligs. Ferner in Nyíregyháza, Timár, Doetinchem, Timișoara, Rzeszów, Peking, Chengde und Duncan.